# Labeo pangusia
Labeo pangusia es una especie de peces de la familia de los Cyprinidae en el orden de los Cypriniformes.

## Morfología
Los machos pueden llegar alcanzar los 90 cm de longitud total.

## Hábitat
Es un pez de agua dulce.

## Distribución geográfica
Se encuentra en Pakistán, India, Nepal, Bangladés, Bután, Birmania y Afganistán.